# HC Střelci Jindřichův Hradec
HC Střelci Jindřichův Hradec (celým názvem: Hockey Club Střelci Jindřichův Hradec) je český klub ledního hokeje, který sídlí ve městě Jindřichův Hradec v Jihočeském kraji. Založen byl 7. dubna 2014 a věnoval se výchově mladých hráčů. Později došlo k rivalitě s druhým klubem KLH Vajgar Jindřichův Hradec, přesněji s dotacemi mladých hráčů a nespokojeností rodičů s Vajgarem Jindřichův Hradec. Tento spor vyvrcholil až k reportáži TV Nova v pořadu Střepiny, ve kterém rodiče nebyli spokojeni s fungováním klubu Vajgar Jindřichův Hradec a kvůli přestupu mladých hráčů do Střelců Jindřichův Hradec s tabulkovým odstupným. Dále klub bojoval s malými dotacemi na podporu mládeže na rozdíl od Vajgaru. Vedení města se rozhodlo neposkytnout ani jednomu z klubů dotaci na podporu mládeže. Po zhruba měsíci se zastupitelé města rozhodli, jak rozdělit dotace. Spor o dotace pokračoval i nadále, někteří hráči z Vajgaru žádali Střelce, aby je vzali pod svá křídla. V roce 2020 klub oznámil, že bude v nadcházející sezoně hrát Jihočeskou krajskou ligu, čtvrtou českou nejvyšší soutěž ledního hokeje. Kvůli pandemii covidu-19 byla sezona zrušena.

## Přehled ligové účasti
Stručný přehled
Zdroj: 
- 2020– : Jihočeská krajská liga (4. ligová úroveň v České republice)

Jednotlivé ročníky
Zdroj: 
| Česko (2020–) |                        |           |           |                                                                     |          |
| Sezóny        | Soutěž                 | Úroveň    | ZČ        | Play-off, nadstavba, sk. o udržení...                               | Poznámky |
| 2020/21       | Jihočeská krajská liga | 4. úroveň | –. místo  |                                                                     | Zrušeno  |
| 2021/22       | Jihočeská krajská liga | 4. úroveň | 10. místo |                                                                     |          |
| 2022/23       | Jihočeská krajská liga | 4. úroveň | 10. místo |                                                                     |          |
| 2023/24       | Jihočeská krajská liga | 4. úroveň | 5. místo  | Čtvrtfinále                                                         |          |
| 2024/25       | Jihočeská krajská liga | 4. úroveň | 5. místo  | Čtvrtfinále (prohra 0:3 na zápasy s HC Knights Hluboká nad Vltavou) |          |

Legenda: ZČ - základní část, červené podbarvení - sestup, zelené podbarvení - postup, fialové podbarvení - reorganizace, změna skupiny či soutěže